# Bătălia de la Dorestad
Bătălia de la Dorestad a fost o bătălie dintre francii majordomului Pepin de Herstal și frizonii conduși de regele Redbad în jurul anului 690. Aceasta a avut loc lângă capitala frizonilor, Dorestad, pe malul Rinului. Deși nu toate consecințele luptei sunt clare, Dorestad a redevenit proprietatea francilor, de asemenea, și castelele Utrecht și Fechten. Se presupune că influența francilor a ajuns, apoi, la sud de Oude Rijn spre coastă, dar nu este foarte clar că influența frizonilor în zona centrală a râului nu era întru totul pierdută.